# オフィス・ダァグ
株式会社オフィス・ダァグは、日本の芸能事務所。所在地は東京都港区赤坂。

## 概要
1982年11月20日設立。ホテルやレストランなどのディナーショーの企画、運営実施を手掛ける。

## 所属タレント
- 阿川泰子
- 鶴岡雅義と東京ロマンチカ

## 業務提携タレント
- 伊奈かっぺい
- 稲垣潤一
- 井上順
- 宇崎竜童
- ゴダイゴ
- 西郷輝彦
- 斉藤慶子
- ザ・ベンチャーズ
- サルヴァトール・アダモ
- ジュディ・オング
- 城之内早苗
- スパニッシュ・コネクション
- はだかの王様（すわ親治・松崎菊也・石倉直樹）
- 日野美歌
- ヒルタナユミと魅惑の東京サロン
- 布施明
- 三浦理恵子